# Robert W. Cox
Robert W. Cox (también Robert Cox) fue un especialista canadiense en economía política internacional.  Fue profesor de ciencia política en la Universidad de York de Toronto, Canadá desde 1977 a 1992 y director general de la OIT (Organización Internacional del Trabajo), Sección de Programas y Planificación en Ginebra, Suiza. Después de su salida de la OIT enseñó en la Universidad de Columbia. Se cita como uno de los líderes intelectuales junto con Susan Strange de la Escuela Británica de economía política internacional -British School of International Political Economy- y siguió en activo como erudito después de su retiro formal, escribiendo y dando conferencias ocasionales. Cox murió el 9 de octubre de 2018. 

## Biografía
Cox se graduó en 1946 Universidad de McGill en Montreal, donde obtuvo el grado de Doctor en historia. Después de su graduación trabajó para la Organización Internacional del Trabajo donde permaneció durante 25 años, ayudando a crear y configurar el Instituto Internacional de Estudios Laborales -International Institute for Labor Studies (IIEL)-. 
En su carrera académica Cox se conoce por su independencia feroz y desafío constante a la ortodoxia así como su acercamiento a los aspectos históricos. Mientras que sus contribuciones como estudiante durante su permanencia en la Universidad de Columbia eran absolutamente convencionales y centradas en las organizaciones internacionales, después de su experiencia en la OIT y derivada de ella, adoptó una perspectiva más radical. Durante su permanencia en la Universidad de York consolidó su mirada histórica y reflexiva -motivada por su educación en la Universidad de McGill-, lo que le permitió abarcar y tratar temas más ambiciosos. Cox describe su trabajo académico como un intento de comprender y entender, "las estructuras básicas del mundo".

## Aportaciones teóricas
Cox insiste que hay pocas verdades universales y que las ideas están arraigadas en las particularidades de un tiempo y un lugar concreto y se deben entender dentro de su contexto histórico, una perspectiva que será la base de su acercamiento académico. Sus intereses académicos se han centrado en la aparición de un nuevo orden mundial transnacional, el papel de agentes transnacionales, Antonio Gramsci y su teoría política, los procesos del cambio social y los cambios en economía mundial. 
Uno de los famosos dichos de Cox indica que "La teoría es siempre 'para' alguien y 'para' un propósito". A partir de este planteamiento crea dos categorías que responden a propósitos diferentes: la teoría de la resolución de problemas y la teoría crítica. La primera permite explicar y solucionar los problemas planteados “dentro de los términos de la perspectiva particular desde la que se partía”, mientras que la segunda categoría plantea “la reflexión sobre el proceso de teorizar en sí mismo” esto implica estar conscientes de la perspectiva de partida y su relación con otras perspectivas teniendo así la posibilidad de escoger una perspectiva diferente a la del punto de partida.
La teoría de solución de problemas “asume el mundo como lo encuentra y las relaciones sociales y de poder predominantes y las instituciones dentro de las cuales están organizadas se aceptan como marco dado de acción. El objetivo fundamental de la teoría de solución de problemas es hacer que estas relaciones e instituciones funcionen con fluidez y afronten eficazmente las causas de los problemas existentes”. En otras palabras cumple una función orgánica y descriptiva. 
Por su parte, la teoría crítica “se distancia del orden imperante del mundo y cuestiona cómo surgió este orden. La teoría crítica, a diferencia de la teoría de solución de problemas, no toma las instituciones y las relaciones sociales y de poder como dadas, sino que las pone en cuestión preguntándose si están en proceso de cambio y cómo”. Este planteamiento teórico nos exige y nos permite, al mismo tiempo, establecer los patrones contra hegemónicos en un ejercicio de contraste que nos llevarán a diseccionar el orden hegemónico y las respuestas que han generado cambios en las estructuras mundiales dentro de un marco histórico establecido. Podríamos decir, entonces, que la teoría crítica aquí propuesta tiene un aporte analítico frente al aporte descriptivo de la teoría de resolución de problemas.
Una de las principales aportaciones de Cox es el método de las estructuras históricas. En su formulación más abstracta una estructura histórica representa una particular combinación de fuerzas, que se expresan como pautas de pensamiento, condiciones materiales e instituciones humanas, con cierta coherencia entre sí, que dan lugar prácticas sociales persistentes. Esta configuración de fuerzas puede entenderse como una forma de “poder estructural” que define ex-ante restricciones para la acción que los actores no pueden ignorar: tratarán de definirlas o modificarlas, y una vez establecidas, se verán obligados a asumir en mayor o menor medida. Según Cox, en una estructura histórica deben distinguirse tres categorías de fuerzas interrelacionadas entre sí: capacidades materiales, ideas e instituciones.
Las capacidades materiales son potenciales productivos y destructivos: pueden ser dinámicas —capacidades tecnológicas y organizativas—, o acumularse como recursos naturales, activos productivos y otras formas de riqueza. Las ideas pueden ser de dos tipos: en primer lugar, significados intersubjetivos, o nociones compartidas sobre las relaciones sociales que tienden a perpetuar los hábitos y las expectativas del comportamiento. El segundo tipo son las imágenes colectivas del orden social sobre la naturaleza y la legitimidad de las relaciones dominantes de poder, la justicia y el bien público. Los significados intersubjetivos suelen ser comunes dentro de una estructura histórica particular y conforman el discurso social o "sentido común" de una época, pero las imágenes colectivas pueden ser diversas y opuestas, y que entren en conflicto suele evidenciar que hay potencial de transformación, al plantear interrogantes sobre las bases materiales e institucionales del cambio. Finalmente, las instituciones son amalgamas particulares de ideas y poder material. La institucionalización es una forma de estabilizar y perpetuar un orden particular y por ello tiene un papel clave en la conformación de una estructura hegemónica, un espacio de negociación y socialización que genera legitimidad y dota de universalidad a unas determinadas relaciones de poder.
Cox propone la aplicación del método de las estructuras históricas a tres ámbitos, como marco analítico más amplio: uno, las fuerzas sociales, entendidas como relaciones sociales engendradas por las relaciones de producción; dos, las formas de Estado, resultado de distintas conformaciones históricas de la relación entre la sociedad civil y el aparato administrativo y coercitivo del Estado o, en la conceptualización de Antonio Gramsci, “complejos Estado-sociedad civil”; y tres los órdenes mundiales, que se definen como configuraciones particulares de las fuerzas que de manera sucesiva definen fases de estabilidad —cuando existe un orden hegemónico— o periodos de conflicto y cambio estructural que dan paso a órdenes mundiales alternativos.